# Terminix La Horquetta Rangers Football Club
Il Terminix La Horquetta Rangers Football Club, noto semplicemente come La Horquetta Rangers, precedentemente nota come St. Ann's Rangers e Superstar Rangers, è una società calcistica trinidadiana; durante la sua storia ha militato in TT Pro League.

## Storia
La squadra venne fondata nel 1980 come Superstars Rangers Football Club. Nel 2008 la squadra assume il nome di St. Ann's Rangers, che manterrà sino al gennaio 2019, quando la nuova proprietà rinomina la squadra in Terminix La Horquetta Rangers Football Club.

## Rosa 2008-2009
| N. |                                      | Ruolo | Calciatore           |
| -- | ------------------------------------ | ----- | -------------------- |
|    | Colombia (bandiera)                  | P     | Johnny Ortiz Cardona |
|    | Giamaica (bandiera)                  | P     | Shane Mattis         |
|    | Tobago (bandiera)                    | D     | Colin Roberts        |
|    | Trinidad e Tobago (bandiera)         | D     | Christon Thomas      |
|    | Trinidad e Tobago (bandiera)         | D     | Corneal Thomas       |
|    | Trinidad e Tobago (bandiera)         | D     | Dean Pacheco         |
|    | Trinidad e Tobago (bandiera)         | D     | Jason Eastman        |
|    | Trinidad e Tobago (bandiera)         | D     | Kerwin Cooper        |
|    | Trinidad e Tobago (bandiera)         | D     | Mario Asoon          |
|    | Trinidad e Tobago (bandiera)         | D     | Marvin James         |
|    | Trinidad e Tobago (bandiera)         | D     | Michael Brown        |
|    | Trinidad e Tobago (bandiera)         | D     | Rafer Ross           |
|    | Saint Vincent e Grenadine (bandiera) | D     | Troy Jeffers         |
|    | Trinidad e Tobago (bandiera)         | C     | Arnold Ferguson      |
|    | Trinidad e Tobago (bandiera)         | C     | Josmir Belgrave      |
|    | Trinidad e Tobago (bandiera)         | C     | Jason Charles        |

| N. |                              | Ruolo | Calciatore       |
| -- | ---------------------------- | ----- | ---------------- |
|    | Trinidad e Tobago (bandiera) | C     | Kevin Williams   |
|    | Trinidad e Tobago (bandiera) | C     | Keon Edwards     |
|    | Trinidad e Tobago (bandiera) | C     | Kitwana Abosi    |
|    | Trinidad e Tobago (bandiera) | C     | Marc Borde       |
|    | Colombia (bandiera)          | C     | Milton Gómez     |
|    | Grenada (bandiera)           | C     | Ricky Charles    |
|    | Trinidad e Tobago (bandiera) | C     | Terryson Lewis   |
|    | Trinidad e Tobago (bandiera) | C     | Todd Ryan        |
|    | Trinidad e Tobago (bandiera) | A     | Akiel Glasgow    |
|    | Trinidad e Tobago (bandiera) | A     | Abiola Clearance |
|    | Trinidad e Tobago (bandiera) | A     | Don Morris       |
|    | Trinidad e Tobago (bandiera) | A     | Devon Modeste    |
|    | Trinidad e Tobago (bandiera) | A     | Ijana Mark       |
|    | Trinidad e Tobago (bandiera) | A     | Joseph Peters    |
|    | Trinidad e Tobago (bandiera) | A     | Marlon Bowen     |
|    | Trinidad e Tobago (bandiera) | A     | Shem McFarlane   |